# فارليتوزوماب
فارليتوزوماب هو جسم مضاد وحيد النسيلة في طور المرحلة الثالثة من التجارب السريرية لاستخدامه في علاج سرطان المبيض.
طورته شركة مورفوتك (Morphotek, Inc).